# 中华人民共和国枪支界定标准
中华人民共和国枪支界定标准是中华人民共和国法律《枪支管理法》及其衍生公文《公安机关涉案枪支弹药性能鉴定工作规定》对于“枪支”这一轻兵器所界定之标准。目前的标准是世界上最严苛的枪支界定标准之一；枪口比动能大于等于1.8焦耳/平方厘米便可被认定为枪支，仿真枪界定则为0.16焦耳/平方厘米。

## 法律条文
根據《公安机关涉案枪支弹药性能鉴定工作规定》，现行枪支界定条文如下：
......
三、鉴定标准。
　　（一）凡是制式枪支、弹药，无论是否能够完成击发动作，一律认定为枪支、弹药。
　　（二）凡是能发射制式弹药的非制式枪支（包括自制、改制枪支），一律认定为枪支。对能够装填制式弹药，但因缺少个别零件或锈蚀不能完成击发，经加装相关零件或除锈后能够发射制式弹药的非制式枪支，一律认定为枪支。
　　（三）对不能发射制式弹药的非制式枪支，按照《枪支致伤力的法庭科学鉴定判据》（GA/T 718—2007）的规定，当所发射弹丸的枪口比动能大于等于1.8焦耳/平方厘米时，一律认定为枪支。
　　（四）对制式枪支、弹药专用散件（零部件），能够由制造厂家提供相关零部件图样（复印件）和件号的，一律认定为枪支、弹药散件（零部件）。
　　（五）对非制式枪支、弹药散件（零部件），如具备与制式枪支、弹药专用散件（零部件）相同功能的，一律认定为枪支、弹药散件（零部件）。
（页面存档备份，存于）